# OFK Bar
OFK Bar (Montenegrijns: ОФК Бар) is een voetbalclub uit de Montenegrijnse stad Bar.
De club werd in 2001 opgericht. In 2009 promoveerde de club naar de Druga Crnogorska Liga. In het eerste seizoen werd de club vicekampioen achter Mladost Podgorica. In de eindronde om promotie trof de club eersteklasser FK Berane. Na twee gelijke spellen won de club na penalty's en promoveerde zo voor het eerst naar de hoogste klasse. Na een seizoen degradeerde de club weer en in 2013 degradeerde de club naar de Treća Crnogorska Liga.